# نهائي كأس فلسطين 2015
نهائي كأس فلسطين: هي بطولة تلعب بين بطل كأس غزة و بطل كأس الضفة الغربية وبدأت بهذا النظام في عام 2015 وأول نادينا تقابلا هما أهلي الخليل و إتحاد الشجاعية وفاز أهلي الخليل.

## الفرق
أهلي الخليل
إتحاد الشجاعية

## المباريات

### الذهاب
| اتحاد الشجاعية | 0 – 0 | أهلي الخليل |
| -------------- | ----- | ----------- |
|                | تقرير |             |

### الإياب
| أهلي الخليل                              | 2 – 1 | اتحاد الشجاعية |
| ---------------------------------------- | ----- | -------------- |
| وائل مريسات 19' · أحمد ماهر وريدات 90+1' | تقرير | علاء عطية 71'  |

## الفائز
(اللقب الأول)